# 1427年
| 千纪： | 2千纪 |
| 世纪： | 14世纪 \| 15世纪 \| 16世纪                                                                                 |
| 年代： | 1390年代 \| 1400年代 \| 1410年代 \| 1420年代 \| 1430年代 \| 1440年代 \| 1450年代                           |
| 年份： | 1422年 \| 1423年 \| 1424年 \| 1425年 \| 1426年 \| 1427年 \| 1428年 \| 1429年 \| 1430年 \| 1431年 \| 1432年 |
| 纪年： | 丁未年（羊年）；明宣德二年；陳暠天慶二年；日本應永三十四年                                                 |

## 大事记
- 8月4日——胡斯戰爭：塔霍夫戰役，胡斯派決定性地擊敗了十字軍，結束了第四次反胡斯十字軍戰爭。
- 10月13日——林肯學院是英格蘭牛津大學的一所學院，由林肯主教創立。
- 葡萄牙探險家迪奧戈·德錫爾維什在一次前往馬德拉群島的航行中偏離航向，無意間發現了亞速群島。
- 明朝征夷將軍王通與黎利議和，安南屬明時期結束。

## 出生
- 明英宗，明朝第六位皇帝（1464年逝世）